# Cristiano Scalabrelli
Cristiano Scalabrelli (Manciano, 28 novembre 1970) è un allenatore di calcio, ex calciatore ed ex giocatore di beach soccer italiano, di ruolo portiere.

## Carriera

### Calcio

#### Giocatore
Cresciuto nel Gruppo Sportivo Sauro e successivamente nel Cuoiopelli, Scalabrelli passa nella stagione Serie A 1988-1989 al Torino in Serie A, dove però non disputa nessun match. Nella stagione successiva ritorna alla squadra d'origine, in Serie C2, dove gioca 32 partite subendo 34 reti.
Dopo un'esperienza al Napoli come terzo portiere dietro Galli e Taglialatela, senza collezionare presenze, Scalabrelli si trasferisce per due stagioni al Giarre, in Serie C1, dove si mette in mostra disputando 51 presenze e subendo 34 reti.
Nel 1993 viene ingaggiato dalla Fiorentina, dove è il vice di Francesco Toldo nella stagione della promozione in Serie A e in quella successiva. In viola totalizza 7 presenze, debuttando nella massima serie nella partita Fiorentina-Napoli 4-0 del 15 aprile 1995. Alla fine della seconda stagione passa in prestito alla Lucchese, in Serie B, inizialmente come titolare; alla riapertura del mercato autunnale, tuttavia, i toscani ingaggiano Giovanni Galli, e Scalabrelli viene retrocesso a riserva.
Nel 1996 viene ceduto definitivamente al Cosenza, sempre in Serie B, e quindi passa al Cesena, in Serie C1, dove ritrova il posto da titolare e conquista la promozione in Serie B nel 1998. Rimane in Romagna per tre stagioni consecutive, fino alla nuova retrocessione in terza serie dopo lo spareggio con la Pistoiese, e nel settembre 2000 si trasferisce al Piacenza. Con la squadra di Novellino conquista la sua seconda promozione in Serie A, come riserva di Flavio Roma. A fine stagione, non riconfermato, viene ingaggiato dalla Ternana, in Serie B, collezionando la sua unica presenza in sostituzione dell'espulso Sergio Marcon nella partita della retrocessione in Serie C1 degli umbri.
Svincolato, scende in Serie C2 militando nel Forlì, al fianco di Massimo Agostini, e nel Tivoli. Dopo una stagione in Serie D nel Santarcangelo, a febbraio 2006 si accorda con il Bellaria, disputando le sue ultime partite in Serie C2.
Nel 2007 Scalabrelli passa al Murata di Massimo Agostini, squadra campione in carica del campionato sammarinese, con cui disputa il primo turno preliminare di Champions League contro i finlandesi del Tampere United. Nella stagione successiva difende ancora i pali del Murata, giocando un nuovo turno preliminare di Champions League contro l'IFK Göteborg.

#### Allenatore
Nell'estate 2012 viene ingaggiato dalla Giacomense, squadra di Lega Pro Seconda Divisione, come preparatore dei portieri; l'anno successivo, insieme a tutta la squadra e allo staff tecnico, si trasferisce alla SPAL, sempre in Seconda Divisione.
Il 5 dicembre 2022 diventa il nuovo preparatore dei portieri del Cesena a seguito dell'esonero di Fulvio Flavoni.

### Beach soccer
Tra il 2004 e il 2007 milita nella Nazionale di beach soccer dell'Italia, allenata da Massimo Agostini: con la maglia azzurra disputa 36 incontri, vincendo un titolo europeo nel 2005.

## Palmarès

### Giocatore

#### Competizioni nazionali
- Campionato italiano di Serie B: 1

Fiorentina: 1993-1994
- Campionato sammarinese: 1

Murata: 2007-2008

#### Competizioni interregionali
- Campionato italiano Serie C1: 1

Cesena: 1997-1998 (girone A)